# Janusz Zaorski
Janusz Zaorski (sinh ngày 19 tháng 9 năm 1947) là một đạo diễn, nhà biên kịch và diễn viên người Ba Lan. Zaorski đã đạo diễn nhiều tác phẩm về thể loại tâm lý, hài kịch và phim truyền hình dài tập.
Zaorski tốt nghiệp Học viện điện ảnh quốc gia ở Łódź vào năm 1969. Tác phẩm đầu tay do ông đạo diễn ra mắt vào năm 1970. Năm 1986, Zaorski được chọn làm chủ tịch Hiệp hội các nhà làm phim Ba Lan. Bên cạnh đó, ông còn giữ nhiều chức vụ quan trọng khác, bao gồm giám đốc nghệ thuật của Đoàn phim "Dom" (kể từ năm 1988), thành viên của Ủy ban điện ảnh (1987–1989), chủ tịch của Ủy ban phát thanh và truyền hình quốc gia (1994–1995), thành viên của Học viện điện ảnh châu Âu.

## Phim tiêu biểu

### Đạo diễn
- Maestro (1967)
- Spowiedź (1968)
- Na dobranoc (1970)
- Uciec jak najbliżej (1971)
- Awans (1974)
- Zezem (1976) – TV series
- Zdjęcia próbne (1976)
- Pokój z widokiem na morze (1977)
- Dziecinne pytania (1981)
- Matka Królów (1982)
- Baryton (1984)
- Jezioro Bodeńskie (1985)
- Zabawa w chowanego (1985)
- Piłkarski poker (1988)
- Panny i wdowy (1991)
- Szczęśliwego Nowego Jorku (1997)
- Haker (2002)
- Cudownie ocalony (2004)
- Królewska ruletka (2004)
- Lekarz drzew (2005)

### Diễn viên
- Palec boży (1972)
- Zdjęcia próbne (1976)
- Mniejsze niebo (1980)
- Piłkarski poker (1988)

### Biên kịch
- Na dobranoc (1970)
- Pokój z widokiem na morze (1977)
- Zezem (1976) – TV series
- Jezioro Bodeńskie (1985)
- Szczęśliwego Nowego Jorku (1997)
- Haker (2002)
- Lekarz drzew (2005)

## Giải thưởng
| Festival                                 | Festival                         | Festival                                | Festival   | Festival                                                   |
| Năm                                      | Đề cử                            | Giải thưởng                             | Kết quả    | Ghi chú                                                    |
| ---------------------------------------- | -------------------------------- | --------------------------------------- | ---------- | ---------------------------------------------------------- |
| Liên hoan phim quốc tế Berlin lần thứ 38 |                                  |                                         |            |                                                            |
| 1988                                     | Matka Królów (1982)              | Giải thưởng FIPRESCI                    | Thắng cử   |                                                            |
| 1988                                     | Matka Królów (1982)              | Gấu Berlin bạc: Thành tích đơn xuất sắc | Thắng cử   |                                                            |
| 1988                                     | Matka Królów (1982)              | Gấu Berlin vàng                         | Được đề cử |                                                            |
| Liên hoan phim quốc tế Locarno           |                                  |                                         |            |                                                            |
| 1978                                     | Pokój z widokiem na morze (1977) | Báo bạc                                 | Thắng cử   |                                                            |
| 1986                                     | Jezioro Bodeńskie (1985)         | Báo vàng                                | Thắng cử   |                                                            |
| Liên hoan phim Ba Lan                    |                                  |                                         |            |                                                            |
| 1975                                     | Awans (1974)                     | Giải đặc biệt của Ban giám khảo         | Thắng cử   |                                                            |
| 1985                                     | Baryton (1984)                   | Sư tử bạc                               | Thắng cử   | cùng với Jestem przeciw (1985) và Cztery pory roku (1985). |
| 1987                                     | Matka Królów (1982)              | Sư tử vàng                              | Thắng cử   |                                                            |
| 1997                                     | Szczęśliwego Nowego Jorku (1997) | Đạo diễn xuất sắc nhất                  | Thắng cử   |                                                            |